# Gilbert Persson
David Gilbert Persson, född 3 september 1907 i Asker i Örebro län, död 17 oktober 1989 i Gällersta i Örebro kommun, var en svensk tjänsteman och målare.
Han var son till stenhuggaren Karl Gideon Persson och Anna Maria Hagström och från 1938 gift med Maj-Britt Öhlin. Persson studerade vid ABC-skolan i Stockholm och vid Liefwendahls målarskola i Strängnäs samt i kurser anordnade av Örebro konstklubb. Bland hans offentliga arbeten märks triptyken Kristi himmelsfärd i Gällersta kyrka. Han medverkade i utställningar på Örebro konsthall och i Expressens höstsalong i Stockholm. Hans konst består av modeller och landskapsmålningar utförda i olja. 